# Gia Johnson
Pour les articles homonymes, voir Johnson.
 (janvier 2011).
Gia Johnson est un mannequin britannique, née le 18 juin 1985 à Londres (Angleterre).
Elle est connue professionnellement comme Gia Johnson Singh en Inde.

## Biographie
Gia est née à Londres d'une mère anglaise et de père kényan. Gia est un Punjabi-Britannique, a grandi à Richmond, Londres, avec sa mère, Kay, un professeur de Pilates. Elle a d'abord été repéré sur Kings Road à l'âge de 15 ans. Gia signé avec FM Model Management, qui l'aideront à développer. Gia a assisté à la Arts Educational School, à Londres et est resté jusqu'à ce qu'elle a terminé son baccalauréat en littérature anglaise, études théâtrales, la réalisation d'études et de la danse. Après avoir obtenu son diplôme, Gia a passé son année sabbatique de modélisation à New York avec Race Model Management.

## Carrière
Gia a d'abord été repéré par Marie Soulier, un éclaireur top européen, qui lui a réussi au cours des neuf dernières années. Elle a été signée à la bande FM Model Management à l'âge de 15 ans. Elle a également commencé à modeler à Paris avec Karin Models. Après ses études, Gia déménagé à New York pour poursuivre une carrière de mannequin à temps plein. Elle a finalement retourné en Angleterre et signé avec Storm Model Management. Elle a été signée au Profile Management [jusqu'en avril 2010 quand elle a signé avec Models 1.
Gia a fait la couverture de Vogue indien, Verve Magazine en Inde, et Femina Inde. Elle est apparue dans de nombreux éditoriaux pour Vogue, Elle, iD, L'Officiel, Grazia, Cosmopolitan, GQ, M Magazine, Magazine et henné. En conséquence, Gia a travaillé avec le célèbre photographe de mode, y compris Ellen von Unwerth, Rankin, Robin Derrick, et Dan Smith.
En plus de son travail éditorial, Gia est apparu dans de nombreuses campagnes telles que Clinique, Emyce, Ganjam, Lynx, Lavazza, Levi Strauss & Co., Persona, Fields Watches, Redken, Pantene, Kerastase, Frontier, ASOS, Monisha Jaisings, Provogue and Splenda. Elle a été en vedette dans le calendrier 2010 Kingfisher,. En outre, elle a été en vedette dans le calendrier 2006 Lavazza, qui a été photographiée par Ellen von Unwerth.
Gia a parcouru de nombreuses pistes à Londres, New York, Paris, et l'Inde. En 2005, Gia marchait Agent Provocateur le 10e anniversaire de Fashion Show. Gia notamment est un montage sur les podiums sur les Indiens. Elle a participé à Lakme Fashion Week Printemps / Eté 2010 dans lequel elle marchait de Manish Malhotra, Purvi Doshi, Sashikant Naidu & Masaba, et Shantanu & Nikhil.  En août 2010, elle a reçu avec "Hot Stepper Best sur la bretelle" Award à la cérémonie Inaugarral Beauté Vogue 2010. Gia marchait aussi pour Amalraj Sengupta, Manisha Malhotra, Narenda Kumar, Troy Costa, Swapnil Shinde, Nachiket Barve, Anupamaa, Nandita Thirani, Gen 5 années suivant, Sailex NG, Shrivan Narresh, et Anita Dongre dans la Lakme Fashion Week d'hiver de fête 2010.